# Hôtel de Lataste
L’hôtel de Lataste est un hôtel particulier datant du XVIIIe siècle situé dans la commune de Orthez dans les Pyrénées-Atlantiques.
Construit en 1780, à l'initiative de Bertrand de Lataste, riche marchand de canne à sucre, il est transformé en couvent en 1920 par les sœurs de la Visitation.
Il est aujourd'hui une copropriété privée.

## Histoire
Bertrand de Lataste ou de La Taste, riche négociant en canne à sucre ayant fait fortune à Saint-Domingue, revient en Béarn vers 1777. Après s'être marié, il décide la construction d'un vaste hôtel particulier dès 1780 et dont les travaux sont terminés en 1785. 
À l'origine, le bâtiment était composé d'un vaste corps de logis en forme de « L » séparé des communs par une cour et fermé par un monumental portail de pierre.
Par de multiples unions successives, la demeure passe à la famille Dubroca vers 1850. Le capitaine Alfred de Vigny y séjourne en 1854 et c'est à cette occasion qu'il compose son poème Le Cor.
En 1896, l'hôtel est vendu à la famille Nairac, riches négociants bordelais.
En 1916, la famille Frossard, qui en est devenu propriétaire entre temps, vend la propriété aux sœurs de la Visitation, lesquelles transforment et agrandissent l'hôtel en 1920 pour en faire un couvent. Ce dernier est revendu à la ville d'Orthez en 1986.

## Description
Le bâtiment était à l'origine composé de deux ailes parallèles séparées par une cour fermée par un monumental portail.
L'aile sud-ouest, sur trois niveaux était réservée à l'habitation et donnait sur un vaste parc arboré. Celle-ci était composé d'un pavillon central à trois travées et de deux extensions de trois travées chacune et flanquées de deux pavillons à deux travées chacun.
L'aile nord-est était, quant à elle, réservée aux communs, à savoir les cuisines, écuries et remises.
Le bâtiment fut largement remanié en 1920 par l'installation des sœurs de la Visitation qui le transforment en couvent.
À cette occasion, une aile est créée pour relier les deux ailes primitives à laquelle vient se coller un cloitre construit en enveloppe sur les anciennes façades donnant sur la cour. Les anciennes cuisines et écuries font place à une chapelle, un réfectoire, une salle de réunion et un petit oratoire au premier étage.
Tandis que l'aile sud-ouest garde sa vocation de logement et accueille les cellules des sœurs, aile qui a été préalablement débarrassée de ses somptueux décors du XVIIIe siècle (parquets, lambris, cheminées de marbre et trumeaux à la Watteau).
L'hôtel est inscrit au titre des monuments historiques par arrêté du 28 novembre 2002, en totalité ainsi que les restes de son parc.

## Aujourd'hui
L'ancien couvent est aujourd'hui une copropriété privée.
Dans une partie de l'ancien parc se trouve une maison de retraite.